# Offentlig person
En person som har en offentlig position genom sitt yrke eller på andra sätt sägs ibland vara en offentlig person.

## Sverige
Allmänhetens Pressombudsman, Ola Sigvardsson, brukar definiera offentliga personer som de som har samhällsbärande roller, som politiker, ledande tjänstemän, företagsledare, militärer och domare. Men också de som är "samhällsförstörare" alltså grova brottslingar. Han var 2014 kritisk till att allt fler personer kommit att räknas som offentliga personer vars privatliv granskades i media och ifrågasatte att media i högre utsträckning även betraktade artister, underhållare, skådespelare och TV-kändisar som offentliga personer, vilkas roller inte är samhällsbärande.

## Tyskland
Inom bland annat tysk civilrätt finns ett liknande begrepp med något klarare innebörd, Person des öffentlichen Lebens.

## USA
I amerikansk rätt skiljer man på public figure och limited purpose public figure. Den förstnämnda är en person som genomgripande ägnar sig åt allmänna affärer medan den andre är en person som gett sin in i en särskild allmän fråga för att påverka utgången av just denna.